# Falke Nürnberg
Falke Nürnberg war eine Basketballmannschaft aus Nürnberg, die durch Ausgliederung der Basketballabteilung des DJK Falke Nürnberg entstand. Unter dem Namen Sellbytel Baskets Nürnberg war man von 2005 bis 2007 in der höchsten deutschen Spielklasse, der Basketball-Bundesliga, vertreten. Nach Abstiegen ging die Mannschaft im Verbund Franken 1st auf und wurde somit ein Farmteam des ehemaligen Ligakonkurrenten Brose Baskets aus Bamberg. 2008 wurde die Lizenz an die Franken Hexer übertragen.

## Geschichte
| Saison    | Name                       | Klasse | Liga   | Platz | Play-offs          |
| --------- | -------------------------- | ------ | ------ | ----- | ------------------ |
| 1996/97   | DJK Falke Nürnberg         | II     | 2. BBL | 10    | nicht qualifiziert |
| 1997/98   | DJK Falke Nürnberg         | II     | 2. BBL | 10    | nicht qualifiziert |
| 1998/99   | DJK Falke Nürnberg         | II     | 2. BBL | 4     | 5. Platz           |
| 1999/2000 | DJK Falke Nürnberg         | II     | 2. BBL | 1     | 1. Platz           |
| 2000/01   | Consors Falke Nürnberg     | II     | 2. BBL | 10    | ohne Play-offs     |
| 2001/02   | Rce Falke Nürnberg         | II     | 2. BBL | 9     | ohne Play-offs     |
| 2002/03   | Rce Falke Nürnberg         | II     | 2. BBL | 6     | ohne Play-offs     |
| 2003/04   | Rce Falke Nürnberg         | II     | 2. BBL | 4     | ohne Play-offs     |
| 2004/05   | Rce Falke Nürnberg         | II     | 2. BBL | 1     | ohne Play-offs     |
| 2005/06   | Sellbytel Baskets Nürnberg | I      | BBL    | 15    | nicht qualifiziert |
| 2006/07   | Sellbytel Baskets Nürnberg | I      | BBL    | 17    | nicht qualifiziert |
| 2007/08   | Dimplex Falke Nürnberg     | II     | ProA   | 16    | ohne Play-offs     |

Der größte sportliche Erfolg war der Aufstieg in die höchste deutsche Basketballspielklasse, die Bundesliga, im Jahr 2005. Trotz des sportlichen Abstiegs 2006 durfte die Mannschaft aufgrund einer Ligaaufstockung auch in der Saison 2006/07 wieder am Spielbetrieb in der höchsten deutschen Spielklasse teilnehmen. Managementfehler und der ausbleibende sportliche Erfolg, der sich in sehr geringen Zuschauerzahlen in der überdimensionierten Nürnberger Arena niederschlug, führten jedoch zum finanziellen Kollaps des Vereins. Im März 2007 musste ein Antrag auf Insolvenz gestellt werden. Obwohl der Spielbetrieb bis zum Ende der Saison aufrechterhalten werden konnte, war der sportliche Abstieg in die ProA nicht zu verhindern.
Durch die Übernahme des fränkischen Rivalen Brose Baskets wurde ein Spielbetrieb in der ProA gewährleistet. Das Ziel war fortan die gezielte Ausbildung junger deutscher Spieler. Die Zusammenarbeit wurde auf der Nürnberger Fanseite kritisch gesehen, da der Verein große Teile seiner Eigenständigkeit aufgab. Die Zusammenarbeit war vorerst auf zwei Jahre befristet worden.
In der Hinrunde der ProA Saison 2007/08 errang Dimplex Falke Nürnberg in 15 Spielen nur einen Sieg. Die Zuschauerzahl passte sich schnell dem Verlauf der Saison an. Dennoch sollte die Kooperation mit Bamberg auch bei einem weiteren Abstieg fortgesetzt werden.
Zur Saison 2008/09 wurde die Lizenz von Falke Nürnberg den Franken Hexern übertragen, womit Falke Nürnberg erlosch. Alle Nürnberger Spieler und Trainer von Falke Nürnberg wurden aus dem Konzept gestrichen und der Verein bestand fortan nicht mehr.

### Vereinsnamen
- 1922–1999 DJK Falke Nürnberg
- 1999–2001 Consors Bulls Nürnberg
- 2001–2005 Rce Falke Nürnberg
- 2005–2007 Sellbytel Baskets Nürnberg
- 2007–2008 dimplex Falke Nürnberg
- 2008–2009 Die Franken Hexer übernahmen die Lizenz der Mannschaft
- 2009–0000 Nürnberg Falcons BC

### Letzte Mannschaft der Saison 2007/08
Trainer:
| Name               | Position   | Geburtsdatum | Nationalität | Letzter Verein |
| ------------------ | ---------- | ------------ | ------------ | -------------- |
| Stephan Harlander  | Trainer    | 06.01.1969   | Deutschland  | DJK Nürnberg   |
| Stefan Weissenböck | Co-Trainer | 25.06.1973   | /            | UKJ Mistelbach |

Spieler:
| Name              | Position       | Geburtsdatum | Größe  | Nationalität | Letzter Verein             |
| ----------------- | -------------- | ------------ | ------ | ------------ | -------------------------- |
| Kevin Hanson      | Center         |              |        | Russland     | BG Göttingen               |
| Julian Holtz      | Guard          | 16.01.1988   | 1,88 m | Germany      | Franken Hexer              |
| Robert Dühring    | Forward/Center | 24.04.1979   | 2,02 m | Germany      | -                          |
| Fabian Brütting   | Guard          | 10.06.1988   | 1,90 m | Germany      | TSV Breitengüßbach         |
| Dimitry McDuffie  | Forward        | 28.02.1989   | 1,98 m | Germany      | TSV Breitengüßbach         |
| Stefan Schmidt    | Center         | 12.05.1989   | 2,06 m | Germany      | Franken Hexer              |
| Marko Miklos      | Guard          | 03.08.1989   | 1,97 m | Germany      | Franken Hexer              |
| Bastian Doreth    | Guard          | 08.06.1989   | 1,82 m | Germany      | Franken Hexer              |
| Michael Lake      | Guard          | 07.04.1973   | 1,84 m | USA          | erdgas baskets Jena        |
| Juan Reile        | Guard          | 09.01.1987   | 1,86 m | Germany      | TS Herzogenaurach          |
| Dominik Schneider | Forward        | 30.10.1985   | 2,03 m | Germany      | TSV Tröster Breitengüßbach |